# Onew
Onew, pseudonimo di Lee Jin-ki (이진기?; Gwangmyeong, 14 dicembre 1989), è un cantante, attore e conduttore radiofonico sudcoreano.
È il leader della boy-band sudcoreana SHINee sotto la S.M. Entertainment.

## Carriera
Onew è scoperto nel 2006 durante un concerto delle Girls' Generation. Lee Soo-man, CEO della S.M. Entertainment lo nota e gli chiede un'audizione, che il ragazzo passa, firmando il contratto con la compagnia il giorno dopo il provino. Nel 2008, è nominato leader e membro del gruppo SHINee. Onew, al fianco di Jonghyun, Key, Minho e Taemin debutta il 25 maggio 2008 durante il programma della SBS Inkigayo con la canzone "Replay". Il gruppo ottiene un successo immediato.
Onew scrive poi il testo di Your Name del secondo album degli SHINee, Lucifer.
Il cantante collabora con Lee Hyeon-ji nel singolo Vanilla Love e con Jessica delle Girls' Generation nella canzone One Year Later. Registra una canzone per il drama Areumda-un geudae-ege chiamata In Your Eyes.
Recita in vari musical a partire dal 2010, debuttando nel musical Hyeongjeneun Yonggamhaetda (형제 는 용감 했다 , "Brothers were Brave") a fianco del cantante Lee Ji-hoon. Prende parte poi alla produzione coreana di Rock of Ages interpretando il ruolo principale di Drew. Dimostra le sue doti di attore in TV con un cameo come un goffo medico nell'ultimo episodio del dramma Dr. Champ. Ha anche un cameo nei drama Athena - Jeonjaeng-ui yeosin insieme al compagno di gruppo Taemin e Oh My God x2.
È presentatore dei programmi televisivi Night Star (Yahaengsung) e Music Core, ed è ospite fisso a Dalgona, fino alla cancellazione dopo pochi mesi dalla messa in onda.
Il 14 gennaio 2014 è confermato il suo ruolo nel reality televisivo Laws of the Jungle e nel 2015 Onew è scelto tra più di 2000 persone per il ruolo da protagonista in Dating was the Easiest, per la sua originale interpretazione del personaggio e la determinazione dimostrata durante le audizioni.
Nel 2016 interpreta il ruolo del dottor Lee Chi-Hoon in Descendants of the Sun, k-drama che presto raggiunge fama internazionale e che gli vale il premio di "Newcomer Scene Stealer" allo Scene Stealer Festival di quello stesso anno. Nel 2016 inoltre esce 1 of 1, il quinto album degli SHINee, per il quale scrive la canzone So Amazing.
Il 25 maggio 2018 celebra il decimo anniversario dal debutto insieme agli altri membri del gruppo SHINee, pubblicando The Story of Light, un album composto da tre episodi distinti. Scrive insieme a Taemin, Key e Minho la title track del terzo episodio, Our Page, e, sempre in collaborazione con gli altri, Sunny Side, per l'omonimo singolo giapponese.
Il 5 dicembre 2018 esce Voice, il suo primo album da solista dedicato ai fan. Il titolo è collegato ad una tradizione dei membri del suo gruppo, il terminare il nome del primo album di ognuno con la vocale ㅡ (eu) dell'alfabeto hangul: Ace (에이스) di Taemin, Base (베이스) di Jonghyun, Face (페이스) di Key e infine Voice (버이스).  A causa del suo arruolamento nell'esercito, non vi è stata alcuna promozione. L'album è formato da sette canzoni, tra cui la title track Blue.
Il 10 dicembre 2018 si arruola nell'esercito in conformità con la legge della Corea del Sud, chiedendo un arruolamento il più privato possibile. È nominato comandante del suo squadrone durante il periodo di formazione, al termine del quale riceve un encomio al merito. Qualche settimana dopo viene annunciata la sua partecipazione nell'esercito al musical 신흥무관학교 nei mesi Febbraio, Marzo ed Aprile, con ulteriori date in Maggio ed Agosto. Finirà il periodo di leva obbligatoria il 20 luglio 2020.

## Discografia

### Assoli e feauturing
| Anno | Canzone        | Album                                     | Durata | Artista                |
| ---- | -------------- | ----------------------------------------- | ------ | ---------------------- |
| 2008 | Vanilla Love   | Kiss Me                                   | 03:37  | Duetto con Lee Hyun-ji |
| 2009 | One Year Later | Tell Me Your Wish (Genie)                 | 04:01  | Duetto con Jessica     |
| 2012 | In Your Eyes   | Areumda-un geudae-ege Original Soundtrack | 04:28  | Solo                   |

- Voice (2019) - primo album da solista

## Filmografia

### Drama televisivi
- My Precious You (내 사랑 금지옥엽) - serie TV, episodi 9-10 (2008)
- Dr. Champ (닥터 챔프) - serie TV, episodio 16 (2010)
- Athena - Jeonjaeng-ui yeosin (아테나: 전쟁의 여신?) – serie TV, episodio 7 (2011)
- Oh My God 2 (오 마이갓 시즌2) - serie TV (2012)
- Ilmar-ui sunjeong (일말의 순정) - serie TV, episodio 59 (2013)
- Royal Villa (시트콩 로얄빌라) - serie TV (2013)
- Tae-yang-ui hu-ye (태양의 후예) - serie TV, episodi 2-16 (2016)

### Film
- I AM. (아이엠), regia di Choi Jin-seong (2012)
- SMTown: The Stage, regia di Bae Sung-sang (2015)

### Speciali
- Kiss Note (산다라와 샤이니의 에뛰드 키스노트) - serie TV (2012)
- Sweet Recipe (스윗레시피) - serie TV (2013)
- The Miracle (기적) - serie TV (2013)
- Descendants of the Sun: Recap Special (태양의 후예) - speciale (2016)

### Programma televisivo
- Music Station (ミュージックステーション) - programma televisivo (2008)
- Champagne (샴페인) - programma televisivo (2008)
- Shinee's Yunhanam (샤이니의 연하남) - programma televisivo (2008)
- Factory Girl (소녀시대의 팩토리 걸) - programma televisivo, episodio 3 (2008)
- Idol Show 3 (아이돌 군단의 떴다! 그녀 시즌 3) - programma televisivo, episodi 14-15 (2009)
- Girls' Generation's Hello Baby (소녀시대의 헬로 베이비) - programma televisivo, episodio 19 (2009)
- Now Is The Era of Flower Boys (지금은 꽃미남 시대) - programma televisivo, episodi 9-16 (2009)
- You Hee-Yeol's Sketchbook (유희열의 스케치북) - programma televisivo, episodi 27, 179 (2009, 2013)
- Star King (스타킹) - programma televisivo, episodi 131-132, 144, 162, 172, 174-175, 179, 185-187, 190, 193-194, 196, 199, 205, 211, 214 (2009, 2010, 2011)
- SHINee Hello Baby (샤이니의 헬로 베이비)  - programma televisivo (2010)
- Let's Go! Dream Team Season 2 (출발 드림팀 - 시즌 2) - programma televisivo, episodi 18-19, 183 (2010, 2013)
- Strong Heart (강심장) - programma televisivo, episodi 25-26, 69-70 (2010, 2011)
- Infinite Challenge (무한도전) - programma televisivo, episodio 210 (2010)
- Show! Eum-ak jungsim (쇼! 음악중심) - programma televisivo, episodi 220-221, 232-266, 383, 458-460, 468, 472 (2010, 2011, 2013, 2015)
- Idol Star Athletics Championships (아이돌 스타 육상 선수권대회) - programma televisivo (2010)
- Star Idol Couple Battle (스타커플최강전) - programma televisivo, episodio 2 (2010)
- We Got Married 2 (우리 결혼했어요) - reality show, episodio 68 (2010)
- Oh! My School (오! 마이 스쿨) - programma televisivo, episodio 1 (2010)
- King of Idol (아이돌의제왕) - programma televisivo (2011)
- 2011 Idol Star Athletics – Swimming Championships (아이돌 스타 육상-수영 선수권 대회) - programma televisivo (2011)
- Happy Together (해피투게더) - programma televisivo, episodi 183, 470, 544-545 (2011)
- 2011 Idol Star Athletics Championships (2011 아이돌스타 육상 선수권 대회) - programma televisivo (2011)
- Hello Counselor (안녕하세요 시즌1) - programma televisivo, episodi 72, 113, 147 (2012, 2013)
- Taxi (현장 토크쇼 택시) - programma televisivo, episodio 236 (2012)
- Weekly Idol (주간 아이돌) - programma televisivo, episodi 41-42 (2012)
- Hidden Singer (히든싱어) - programma televisivo, episodi 1, 12 (2012, 2013)
- K-pop Star - Season 2 (K팝스타 - 시즌 2) - programma televisivo, episodi 9, 16, 20 (2013)
- We Got Married (우리 결혼했어요) - reality show, episodio 167 (2013)
- SHINee's One Fine Day (어느 멋진 날 시즌 1) - programma televisivo (2013)
- M Countdown (엠 카운트다운) - programma televisivo, episodi 324-326, 355, 417, 427-431, 433, 438, 446, 453, 456, 462 (2013, 2015, 2016)
- Gag Concert (개그콘서트) - programma televisivo, episodio 689 (2013)
- Lee Soo Geun and Kim Byung Man's High Society (이수근 김병만의 상류사회) - programma televisivo, episodi 77-79 (2013)
- A Song For You 1 - programma televisivo, episodio 9 (2013)
- After School Club - programma televisivo, episodi 29 (2013)
- Barefooted Friends (맨발의 친구들) - programma televisivo, episodio 31 (2013)
- Law of the Jungle in Borneo: The Hunger Games (정글의 법칙 in 보르네오) - programma televisivo, episodi 105-107 (2014)
- Law of the Jungle in Brazil (김병만의 정글의 법칙 in 브라질) - programma televisivo, episodi 108-112 (2014)
- The Ultimate Group (最强天团) - programma televisivo, episodio 6 (2014)
- Bijeongsanghoedam (비정상회담) - programma televisivo, episodio 47 (2015)
- Music Bank (뮤직뱅크) - programma televisivo, episodi 788, 790, 792 (2015)
- 2015 SBS Gayo Daejeon (2015 SBS 가요대전) - programma televisivo (2015)
- 2015 MBC Music Festival: Encyclopedia of Music (2015 MBC 가요대제전: 가요대백과) - programma televisivo (2015)
- Our Neighborhood Arts and Physical Education (우리동네 예체능) - programma televisivo, episodio 156 (2016)
- Eat Sleep Eat (먹고자고먹고) - programma televisivo, episodi 1-3, 7-8 (2016)
- Trick & True (트릭 & 트루) - programma televisivo, episodio 2 (2016)
- Knowing Bros (아는 형님) - programma televisivo, episodi 50, 268 (2016, 2021)
- Idol Party (아이돌잔치) - programma televisivo, episodi 1-2 (2016)
- Two Man Show (양남자쇼) - programma televisivo, episodio 3 (2016)
- Fantastic Duo 2 (판타스틱 듀오 시즌2) - programma televisivo, episodi 11-12 (2017)
- Radio Star (황금어장 라디오스타) - programma televisivo, episodio 569 (2018)
- SHINee's Back - programma televisivo (2018)
- Super Junior's Super TV 2 (슈퍼TV) - programma televisivo, episodio 3 (2018)
- K-RUSH 3 ( KBS World Idol Show K-RUSH 3) - programma televisivo, episodio 16 (2018)
- ON YOUhage~ (ON YOU하게~) - trasmissione online (2020)
- IU's Palette (아이유의 팔레트) - programma televisivo, episodio 5 (2020)
- Taem-Log (탬로그) - programma televisivo, episodi 13-14 (2020)
- Jinki Jangpan (진기장판) - programma televisivo (2020)
- Comedy Big League Season 5 (코미디 빅 리그 시즌5) - programma televisivo, episodio 398 (2021)
- Prison Interview (인터뷰감옥) - programma web, episodio 19 (2021)
- SHINee Inc.  (샤이니의 스타트업 - 빛돌기획) - programma televisivo (2021)
- DoReMi Market (도레미마켓) - programma televisivo, episodio 149 (2021)
- I Can See Your Voice 8 (너의 목소리가 보여 8) - programma televisivo, episodio 6 (2021)
- MMTG (문명특급) - programma online, episodi 181, 183 (2021)
- The Sea I Desire (바라던 바다) - programma televisivo (2021)
- Quiz Alarm (좋아하면 퍼주는) - programma televisivo, episodio 1 (2021)

## Teatro
| Anno | Titolo              | Ruolo      | Note             |
| ---- | ------------------- | ---------- | ---------------- |
| 2010 | Brothers Were Brave | Joo-bong   | -                |
| 2010 | Rock of Ages        | Drew       | versione coreana |
| 2021 | Tae-yang-ui norae   | Jung Haram |                  |

## Presentatore
| Anno      | Titolo                     | Ruolo                                 | Rete |
| --------- | -------------------------- | ------------------------------------- | ---- |
| 2009      | Flower Boys Generation     | Co-conduttore                         | MBC  |
| 2010      | The 8th Koream Film Awards |                                       | MBC  |
| 2010      | Ya Haeng Sung (Night Star) | Co-Conduttore                         | KBS  |
| 2010-2011 | Show! Music Core           | Co-Conduttore con Minho, Suzy, Jiyeon | MBC  |
| 2012      | Incheon Korean Music Wave  | Co-Conduttore con Key e Min Hyo-rin   | MBC  |

## Radio
| Anno      | Titolo                                          | Ruolo          | Note                                                                          |
| --------- | ----------------------------------------------- | -------------- | ----------------------------------------------------------------------------- |
| 2008-2009 | Super Juniors „Kiss the Radio“                  | Special DJ     | con Jonghyun                                                                  |
| 2008-2009 | Park Kyung Lims „Byulbam Radio“                 | DJ             | con Key                                                                       |
| 2008-2009 | Shindongs and Shinyoungs „Shim Shim Tapa Radio“ | DJ             | con Jonghyun e Minho                                                          |
| 2009      | Taeyeons „Chin Chin Radio“                      | DJ             | con Minho                                                                     |
| 2009      | KBS-2FMs „Music Show Radio“                     | DJ             | con Key                                                                       |
| 2010      | Super Junior „Kiss the Radio“                   | DJ             | sostituendo Leeteuk                                                           |
| 2010      | Taeyeons „Chin Chin Radio“                      | Special guest  | per il 89er-Special                                                           |
| 2010      | KBS-R Cool FM „Lee Soo Young's Radio Show“      | DJ Occasionale | -                                                                             |
| 2011      | Super Junior „Kiss the Radio“                   | DJ             | -                                                                             |
| 2011      | Super Junior „Kiss the Radio“                   | Special DJ     | con Key                                                                       |
| 2013      | Super Junior „Kiss the Radio“                   | DJ             | sostituendo Ryeowook e Sungmin dei Super Junior con Dana                      |
| 2013      | Super Junior „Kiss the Radio“                   | DJ             | sostituendo Ryeowook e Sungmin dei Super Junior con Key                       |
| 2013      | Super Junior „Kiss the Radio“                   | DJ             | sostituendo Ryeowook e Sungmin dei Super Junior con Dana (per qualche giorno) |